# Bassa soglia
Con il termine bassa soglia si intende un modello di intervento sociale indirizzato agli adulti in situazione di estrema difficoltà (senza tetto, tossicodipendenti, immigrati privi di documenti).
Essa consiste in una modalità di accoglienza che contraddistingue i servizi di riduzione del danno (come i drop-in) ma non solo, caratterizzata dal massimo livello di accessibilità: di norma, l'unico requisito richiesto per accedere a un servizio di bassa soglia è la maggiore età. 
Il concetto di bassa soglia esprime una metodologia di intervento innovativa, non completamente definita e teorizzata, perché fortemente ancorata ai contesti in cui si realizza e alle emergenze che tenta di affrontare. In linea di massima, a contraddistinguere una struttura o un intervento di bassa soglia concorrono diversi fattori:
- Massima accessibilità: non ci sono condizioni che impediscano a monte l'accesso al servizio, tranne la maggiore età e la effettiva necessità di accedervi. Questo non toglie che un utente possa essere interdetto per un certo periodo a seguito di ripetuti atteggiamenti irrispettosi, violenti o comunque lesivi del servizio stesso, degli operatori o degli altri utenti.

- Rapporto informale tra operatori e utenti: la relazione che si instaura non è di tipo terapeutico, l'utente non deve rispettare alcun percorso o patto, ma semplici ed elementari regole di convivenza. Riguardo a questo aspetto esistono almeno due diversi approcci, quello detto "latino" (perché caratteristico dei paesi dell'europa meridionale e del mediterraneo), che privilegia la presa in carico delle persone che frequentano il servizio (detti "ospiti") per accompagnarle in un percorso di aggancio a servizi più specializzati, e quello "anglosassone", che invece si attesta sull'accoglienza e la risposta ai bisogni elementari per cui quel determinato servizio di bassa soglia è sorto (vedi anche la voce "riduzione del danno").

- Multidisciplinarità dell'équipe, composta da figure professionali diverse (operatori socio-sanitari, educatori, psicologi, operatori pari, cioè appartenenti al target cui è rivolto il servizio). Anche in questo caso il livello di multidisciplinarità dipende dall'approccio, dal tipo di servizio e dagli obbiettivi.

- Lavoro di rete tra diversi servizi sia di bassa soglia (come drop-in, unità mobili, dormitori) che socio-sanitari (ambulatori, ospedali, servizi sociali, Ser.t), per facilitare la risposta a bisogni più specifici manifestati dall'utenza. Anche questo aspetto è privilegiato nella concezione "latina" più che in quella "anglosassone".

Le evidenze scientifiche sostengono l'efficacia di questo modello di intervento, che mostra un elevato grado di flessibilità e adattività proprio in virtù della mancanza di una teoria "forte" di riferimento. 
Tale mancanza, però, rappresenta anche un punto di debolezza notevole nella sua diffusione, perché da un lato impedisce la formazione e il riconoscimento di figure professionali nuove (operatore di strada, operatore pari) o la conversione di figure professionali preesistenti (medici, psicologi, educatori) ad una specializzazione nell'ambito della bassa soglia; dall'altro, ne ostacola il pieno riconoscimento istituzionale, facendo sì che il dibattito politico intorno alla sostenibilità e all'efficacia della bassa soglia (e della riduzione del danno a cui è complementare) si assesti su un piano più ideologico-morale che scientifico.